# 月光園
月光園（げっこうえん）は神戸市北区の有馬温泉にある温泉旅館。
和洋折衷の造りの鴻朧館（こうろうかん）と純和風数寄屋造りの游月山荘（ゆうげつさんそう）の2館から成る。赤湯の自家泉源を持つ宿で、宿泊のほか日帰り入浴も可能となっている。
1995年（平成7年）11月オープンの鴻朧館はバリアフリーの施設を一部に備え、シルバースター、5ツ星旅館の認定を受けている。

## 鴻朧館（こうろうかん）と游月山荘（ゆうげつさんそう）
月光園というのは鴻朧館と游月山荘の2館を合わせた屋号である。
2つの館に分かれてはいるが、2館とも同じ敷地内であり、館内で繋がっている。
游月山荘のロビー棟と鴻朧館1階が連絡通路で結ばれている。
宿泊者などは両館の施設を共通で利用可能となっている。
鴻朧館は1995年（平成7年）11月にかつてあった月光園本館跡地にオープンした。
8階建てで、5階から8階が客室部分に充てられている。
游月山荘は築50年を越え、純和風の数寄屋造りの建築。
増築などを繰り返した複雑な造りで、一番高い部分で3階建てになる。
かつては本館に対して「別館 游月山荘」と呼ばれていたが、現在は「游月山荘」という名前に変わった。

## 温泉の泉質
含弱放射能-ナトリウム-塩化物低温泉、いわゆる有馬の赤湯。
敷地内にある自家泉源を利用しており、かつては「元湯 月光園」が全体の屋号であった。
湧出温度が31.2度と低いため、源泉掛け流しとしている玉鉾・阿福の湯でも加温はされているため、厳密には掛け流しとなる。

## TV版CM
1980年代を中心に神戸のローカルテレビ局であるサンテレビでCMが放映されていた。
子供の声で「げっこうえん げっこうえん あ・り・ま」と歌われるフレーズだった。